# Cementiri Central de Montevideo

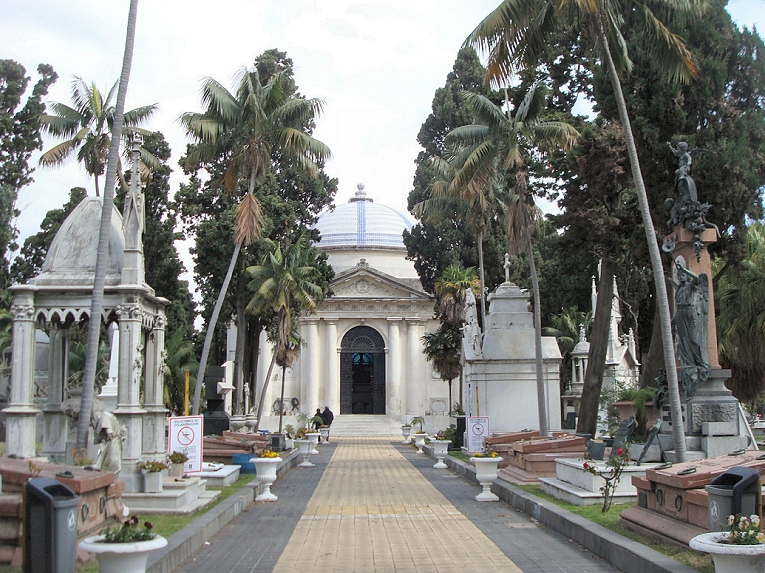
Una part del cementiri per dins.

El Cementiri Central (castellà: Cementerio Central) de Montevideo és un dels principals cementiris del país, on descansen les restes mortals d'importants personatges il·lustres.
Es troba a la zona sud de la ciutat i va ser fundat el 1835. La façada, la qual és posterior a la Guerra Gran (1839-1852), és obra de l'italià Bernardo Poncini. El cementiri originalment s'ubicava en una zona allunyada de la ciutat, pel risc d'epidèmies. No obstant això, amb el ràpid creixement de la ciutat al llarg de tot el segle xx, el cementiri Central va quedar envoltat per l'àrea urbana, essent dels pocs en tot l'Uruguai d'aquestes característiques. Aquesta necròpoli va adquirir notorietat a partir de 1858. Va ser dels primers cementiris del país en una època on encara eren més freqüents els enterraments a l'església. Tanmateix, el lloc inclou obres d'escultors destacats com José Belloni i Juan Zorrilla de San Martín.

## Personatges il·lustres
Al Panteó Nacional (i a les altres dues zones) descansen les restes de les personalitats més destacades de la societat uruguaiana i internacional. Alguns personatges que van rebre sepultura aquí són:
- Eduardo Acevedo.
- Delmira Agustini.
- Luis Batlle Berres.
- José Batlle y Ordóñez.
- Juan Manuel Blanes.
- Gabriel Castellá, viceministre de Defensa.[4]
- François Ducasse, pare del Comte de Lautréamont.[5]
- Alberto Gallinal Heber.
- Luis Alberto de Herrera.
- Raúl Montero Bustamante.
- Benito Nardone Cetrulo.
- Matrimoni Pereira-Rossell.[6]
- José Enrique Rodó.
- Juan Spikerman.
- Juan Zorrilla de San Martín.